# Nadia Magnenat Thalmann

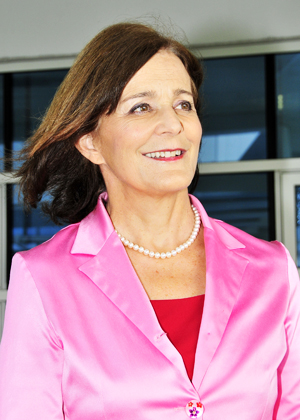
Nadia Magnenat Thalmann (2009)

Nadia Magnenat Thalmann (auch Nadia Thalmann-Magnenat; * 1946) ist eine schweizerisch-kanadische Computergrafik-Wissenschaftlerin und Hochschullehrerin. Sie ist Direktorin des Instituts für Medieninnovation (IMI) in Singapur an der Nanyang Technological University und sowohl Gründerin als auch Leiterin des MIRALab Forschungslabors an der Universität Genf.

## Biografie
Nadia Magnenat Thalmann studierte an der Universität Genf und absolvierte mehrere Abschlüsse. Die Fächer Psychologie und Biologie schloss sie jeweils mit einem Bachelor of Science ab und im Fachbereich Biochemie erwarb sie einen Masterabschluss. 1977 wurde sie bei Roger Lacroix an der Universität Genf im Bereich Chemie promoviert. Magnenat Thalmann war bis 1989 Professorin an der Universität von Montreal und dann an der Universität Genf, wo sie das Labor MIRALab gründete und leitete.
Sie ist derzeit Direktorin des Instituts für Medieninnovation an der Nanyang Technological University in Singapur. Magnenat Thalmann hat ca. 500 Beiträge im Bereich „Virtuelle Menschen“ verfasst. Darunter auch Artikel zu sozialen Robotern, zur Virtuellen Realität und zur 3D-Simulation von Artikulationen (CV), die sie verfasst oder mitverfasst hat. Sie nahm an mehr als 45 europäischen Forschungsprojekten teil und hat viele von ihnen geführt. Darüber hinaus ist sie Koordinatorin des europäischen Projektes Multiscale Human.

## Forschung
Magnenat Thalmann hat schon während ihres Promotionsstudiums zur Entwicklung der Computergrafik beigetragen, indem sie die 3D-Dichte der Näherungslösungen der Schrödinger-Gleichung (1977) simulierte. Später entwickelte sie die Modellierung realistischer virtueller Menschen und produzierte vor allem die erste Simulation einer 3D-Version von Marilyn Monroe im Film Rendezvous in Montreal (1987). Sie zeigte ihre Arbeit im Museum für Moderne Kunst in New York 1988 zusammen mit kanadischen Computerkünstlern.
Sie veröffentlichte mehrere wegweisende Schriften zu Gesichts- und Körperverformungsmethoden sowie zur Simulation von Stoffen. Sie leistete mehrere originelle Beiträge zu MRI-Segmentierungsmethoden, die mit klinischen Befunden korrelieren. Sie entwarf auch die Simulation von virtuellen Ballerinen, deren Bewegungen den tatsächlichen Hüftknorpelverformungen beim Tanzen nachempfunden sind. Seit geraumer Zeit arbeitet sie am autonomen Roboter „Social Robot“ Nadine ein Abbild ihrer eigenen Person, der in der Lage ist zu sprechen, Menschen und Gesten zu erkennen, Stimmung und Emotionen auszudrücken und sich an Handlungen zu erinnern.
Eine ihrer Arbeiten ist die Erforschung virtueller Emotionen. Sie verfolgt das Ziel, «virtuelle Menschen mit Hilfe von Gleichungen ganz natürlich wirken zu lassen, um damit den Baustein zu finden, die Verhaltensmuster im Menschen zu analysieren.» Die grosse Menge, von menschlichen Körpern könnte in Zukunft helfen, diese besser zu verstehen und deren Gesundheitsprobleme zu lösen.

## Ehrungen und Auszeichnungen
Magnenat Thalmann erhielt mehr als 30 Ehrungen und Auszeichnungen wie Frau des Jahres für ihre frühen wegweisenden Beiträge in Computergraphiken (Montreal 1987). Vor kurzem erhielt sie einen Doktor Honoris Causa in Naturwissenschaften von der Leibniz Universität Hannover (2009), eine Ehrendoktorwürde der Universität Ottawa (2010) und einen Karriere-Achievement Award der kanadischen Human Computer Communications Society in Toronto (2012). Sie erhielt im selben Jahr den prestigeträchtigen Humboldt-Forschungspreis in Deutschland, der Akademikern verliehen wird, deren fundamentale Entdeckungen, neue Theorien oder Einsichten einen bedeutenden Einfluss auf ihre eigene Disziplin hatten und die voraussichtlich auch in Zukunft weitere Spitzenleistungen erzielen werden. Sie hat ebenso mehrere preisgekrönte Filme produziert, darunter „Virtual Marilyn“, der zur Feier der Verleihung der „Goldenen Kamera“ in Berlin gekürt wurde. Ihr Film „High Fashion in Equations“ hat den CGI 2007 Best International Scientific Video Award gewonnen und wurde im SIGGRAPH Electronic Theatre gezeigt.

## Werke
- Nadine - Social Robot. Nanyang Technological University, 1. Januar 2015, abgerufen am 27. Juni 2017 (englisch).
- Film: Rendezvous in Montreal (1987). MIRALab, 4. Mai 2007, abgerufen am 27. Juni 2017 (englisch).
- La Haute Couture Mise en Equations (ab 1990). MIRALAB, 22. Oktober 2007, abgerufen am 27. Juni 2017 (englisch).